# PBZ Zagreb Indoors 2007
PBZ Zagreb Indoors 2007 — тенісний турнір, що проходив на кортах з килимовим покриттям у місті Загреб, Хорватія з 29 січня . Належав до категорії International Series.

## Фінальна частина

### Одиночний розряд
Маркос Багдатіс —  Іван Любичич 7–6(7–4), 4–6, 6–4

### Парний розряд
Міхаель Кольманн /  Александер Васке —  Франтішек Чермак /  Ярослав Левинський 7–6(7–5), 4–6, [10–5]